# Yacimiento Neolítico sumergido en Soline
El yacimiento de Soline es un asentamiento sumergido que data de la época neolítica. Se encuentra en el fondo de la bahía de Soline, en la costa oriental de la isla de Korčula, Croacia. Se encuentra a unos 2,5 kilómetros al sureste de la ciudad de Korčula, y actualmente está a una profundidad de entre 4 y 5 metros bajo el nivel del mar El yacimiento ocupa una plataforma costera que hoy queda inundada por el mar Adriático, en un entorno protegido de oleaje dentro de la bahía. El yacimiento ha dejado diferentes vestigios, como restos de recipientes cerámicos o tecnología lítica y ósea.

## Geografía
Desde un punto de vista geográfico, la isla de Korčula se caracteriza por tener una costa recortada, con múltiples bahías y plataformas calcáreas de poca profundidad. El asentamiento de Soline se localiza sobre un antiguo bajo litoral que habría estado expuesto durante el Neolítico, cuando el nivel del mar era entre 4 y 6 metros más bajo que el actual. Estudios geoarquelógicos indican que esta región estuvo cubierta por una llanura aluvial, con suelos fértiles y acceso fácil a recursos costeros, lo cual habría favorecido el establecimiento de comunidades agro-marítimas

## Contexto histórico y cultural
Soline data del Neolítico tardío, hacia mediados del V milenio a. C., y se asocia con la cultura Hvar, también conocida como cultura Hvar-Lisičići. Esta cultura neolítica se desarrolló en la costa dálmata y en las islas del Adriático oriental, caracterizándose por ser comunidades sedentarias con una economía de base agro-pastoril y una cerámica decorada finamente con motivos geométricos, espirales, meandros, incisiones y rellenos de pintura A diferencia de la tendencia dominante de yacimientos en cuevas durante el Neolítico en esta región, Soline fue un asentamiento al aire libre con arquitectura en piedra, lo que aporta una perspectiva diferente en cuanto a la organización de estas comunidades marítimas neolíticas
Diversos estudios ambientales y paleoecológicos realizados en contextos similares del Adriático central sugieren que estas comunidades habrían habitado paisajes con gran diversidad ecológica, con zonas de matorral mediterráneo, pequeños bosques de pinos y encinas y humedales temporales; Esta diversidad habría ofrecido múltiples recursos para la subsistencia de estas poblaciones, como la caza, pesca, recolección de mariscos y frutos, además del cultivo de cereales y leguminosas. La presencia de cerámica de estilo Hvar clásico en Soline lo vincula culturalmente con otros yacimientos neolíticos de Korčula y del Adriático central esto indica que formaba parte de las tradiciones regionales de finales del VI milenio a. C.

## Descubrimiento
El yacimiento de Soline fue descubierto en el año 2021. El hallazgo tuvo lugar durante investigaciones arqueológicas subacuáticas de la Universidad de Zadar en colaboración con el Centro de Cultura de Vela Luka. El arqueólogo Mate Parica identificó inicialmente estructuras anómalas en el lecho marino a partir de imágenes aéreas y satélites; esto movió posteriormente una exploración submarina del lugar. La primera campaña de excavación tuvo lugar en el año 2021, donde se reconoció un perímetro de bloques de piedra que conformaban una estructura poligonal. Además, se obtuvieron los primeros restos de cerámica, gracias a los cuales se pudo datar al yacimiento con la cronología del Neolítico final. La investigación continuó con una segunda campaña en 2022, en la cual se delimitaron con mayor precisión las construcciones y se confirmó que el asentamiento se encontraba sobre un islote artificial actualmente sumergido Durante la segunda campaña también se documentó una estrecha calzada de piedra de aproximadamente 40 metros de longitud que unía el islote con la costa de Korčula, demostrando que el asentamiento estuvo conectado con tierra firme

## Hallazgos
Las excavaciones arqueológicas en Soline han recuperado gran cantidad de material cultural Neolítico. Entre estos hallazgos destacan los fragmentos de cerámica y los instrumentos líticos y óseos.

### Cerámica
Se han encontrado cientos de fragmentos cerámicos, pertenecientes tanto a vajillas de uso doméstico o ritual como a recipientes de almacenamiento y cocina. Muchas de estas piezas presentan un engobe negro y decoración incisa rellena de pintura roja, característica de estilo Hvar. Los motivos decorativos incluyen también líneas paralelas, meandros y espirales dispuestas en bandas, lo que coincide con la cerámica de otros sitios donde estuvo presente la cultura Hvar en Korčula y alrededores. También se hallaron algunos objetos cerámicos que podrían ser ídolos o figurillas, aunque su función se sigue investigando

### Utensilios líticos y óseos
Además de cerámica, se han encontrado conjuntos líticos y óseos. El conjunto lítico está compuesto por abundantes útiles de sílex en diferentes fases de producción. Se hallaron nódulos, lascas y herramientas plenamente terminadas, como raspadores y cuchillas. Estos elementos reflejan actividades de talla local y de uso cotidiano dentro del asentamiento. Entre los útiles de materiales orgánicos, se encontraron punzones y herramientas realizadas en hueso. Estas herramientas seguramente fueron utilizadas en actividades artesanales o domésticas También se han encontrado fragmentos de molinos de mano y metates, instrumentos empleados para moler cereales

### Restos zooarqueológicos
En cuanto al registro zooarqueológico, Soline incluye restos óseos de animales domésticos, principalmente ovejas, cabras y cerdos. Además, se han identificado restos de peces, moluscos marinos y cáscaras de almendras, lo que sugiere una dieta mixta basada tanto en la economía neolítica (agricultura y ganadería) como en el aprovechamiento de recursos marinos, algo característico de la zona. Estos hallazgos muestran que Soline fue un asentamiento estructurado, con una economía diversificada y de carácter neolítico; además, poseyó una cultura material paralela a la de otras comunidades costeras del Neolítico del Mar Adriático.